# Richmond 200 1958
Richmond 200 1958 var ett stockcarlopp ingående i Nascar Grand National Series (nuvarande Nascar Cup Series) som kördes 14 september 1958 på den 0,5 mile (805 meter) långa ovalbanan Atlantic Rural Fairgrounds i Richmond i Virginia. Totalt avverkades 100 miles (160,934 km) fördelat på 200 varv. Banunderlaget var dirt. Loppet vanns av Speedy Thompson i en Chevrolet ägd av Thompson själv på tiden 1:43.40. Thompsons snitthastighet var 57,878 mph. Prispotten uppgick till 3 785 dollar, varav 800 dollar gick till segraren.

## Resultat
| Plc     | Nr  | Förare           | Team/ bilägare           | Konstruktör | Start | Varv | Ledda varv |
| ------- | --- | ---------------- | ------------------------ | ----------- | ----- | ---- | ---------- |
| 1       | 46  | Speedy Thompson  | Speedy Thompson          | Chevrolet   | 1     | 200  | 140        |
| 2       | 42  | Lee Petty        | Petty Enterprises        | Oldsmobile  | 4     | 200  | 39         |
| 3       | 16  | Tommy Irwin      | Tommy Irwin              | Ford        | 10    | 197  | 0          |
| 4       | 87  | Buck Baker       | Buck Baker Racing        | Chevrolet   | 2     | 195  | 0          |
| 5       | 100 | John Findlay     | John Findlay             | Chevrolet   | 16    | 189  | 0          |
| 6       | 70  | Jim Parsley      | Jim Parsley              | Chevrolet   | 17    | 182  | 0          |
| 7       | 3   | Cotton Owens     | Jim Stephens             | Pontiac     | 5     | 179  | 0          |
| 8       | 8   | Elmo Langley     | Langley-Woodfield Racing | Chevrolet   | 9     | 174  | 0          |
| 9       | 74  | L.D. Austin      | L.D. Austin              | Chevrolet   | 18    | 169  | 0          |
| 10      | 200 | Ray Fanning      | i.u.                     | Ford        | 19    | 157  | 0          |
| 11      | 6   | Joe Eubanks      | Jim Stephens             | Pontiac     | 14    | 127  | 0          |
| 12      | 41  | Barney Hatchell  | i.u.                     | Chevrolet   | 21    | 126  | 0          |
| 13      | 4   | John McDaniel    | i.u.                     | Chevrolet   | 22    | 123  | 0          |
| 14      | 11  | Junior Johnson   | Paul Spaulding           | Ford        | 7     | 88   | 0          |
| 15      | 54  | Nace Mattingly   | Nace Mattingly           | Ford        | 12    | 80   | 0          |
| 16      | 90  | Buzz Woodward    | Buzz Woodward            | Chevrolet   | 13    | 72   | 0          |
| 17      | 31  | Gus Wilson       | Gus Wilson               | Chevrolet   | 20    | 66   | 0          |
| 18      | 96  | Bobby Keck       | Bobby Keck               | Chevrolet   | 8     | 63   | 0          |
| 19      | 72  | Joe Weatherly    | Holman Moody             | Ford        | 6     | 60   | 21         |
| 20      | 99  | Shorty Rollins   | Shorty Rollins           | Ford        | 3     | 38   | 0          |
| 21      | 9   | Emanuel Zervakis | Donlavey Racing          | Chevrolet   | 11    | 27   | 0          |
| 22      | 5   | Bill Wynkoop     | i.u.                     | Chevrolet   | 15    | 15   | 0          |
| Källor: |     |                  |                          |             |       |      |            |